# 이정희 (배우)
이정희(1973년 11월 30일 ~)은 대한민국 영화 배우다.

## 학력
- 미국 파슨스 디자인스쿨
- 미국 오티스 대학교 미술대학 의상디자인과 (휴학)

## 영화 출연
- 1988년 《돌아이 4》
- 1989년 《전설철인 키메랑》... 나스타샤 역
- 1989년 《매매꾼》
- 1990년 《영심이》... 친구 역
- 1991년 《신비의 용사 반달가면》... 지나 역
- 1991년 《우주의 용사 반달가면》... 지나 역
- 1991년 《도시에 나타난 검객 산지니》... 산지니 모 역
- 1991년 《항구에 나타난 검객 산지니》... 산지니 모 역
- 1991년 《위기의 용사 반달가면》... 지나 역
- 1992년 《환상의 용사 반달가면》... 지나 역
- 1993년 《불꽃 슛 통키》
- 1997년 《똑바로 살아라》... 여검사 역